# 山辣子皮
山辣子皮（学名：Daphne papyracea var. crassiuscula）为瑞香科瑞香属下的一个变种。

## 扩展阅读
- 維基物種上的相關：山辣子皮